# 아르센 뤼팽

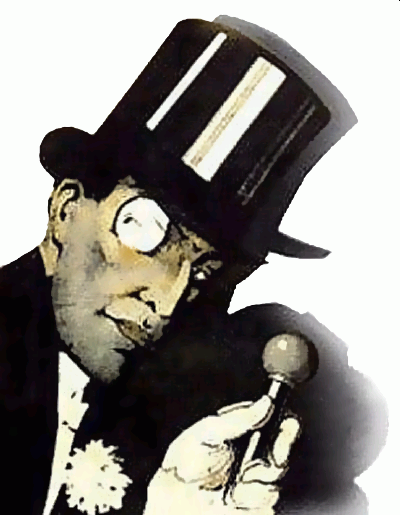

아르센 뤼팽(프랑스어: Arsène Lupin, 문화어: 아르쎈 루뺑)은 20세기 초에 소설가 모리스 르블랑이 발표한 추리소설이자 모험소설인 《괴도신사 아르센 뤼팽》 시리즈에 등장하는 주인공의 이름이다. 흔히 "괴도 신사"로 묘사된다.
또한 공식적으로 발표된 아르센 뤼팽의 마지막 작품은 '아르센 뤼팽의 수십억 달러(프랑스어: Les Milliards d'Arsène Lupin)'인데, 제9장 '금고'(IX. Les coffres-forts) 부분이 누락된 채로 절판된 작품이었다. 그것을 2003년 대한민국의 시인이자 번역가 성귀수가 프랑스 현지 연구가의 도움을 받아 살려내 까치글방 출판사를 통해 세계 최초로 완간해냈다. 그리고 진짜 마지막 작품(르블랑 미공개)인 '아르센 뤼팽의 마지막 사랑'은 1996년 자크 드루아르 교수가 르블랑 고택에서 발견해내 2012년 르블랑 사망 70주기를 맞아 르블랑 유족이 발간을 결정, 프랑스와 대한민국에서 동시에 출간되었다. 2018년 7월 12일 번역가 성귀수가 출판사 북이십일의 출판 브랜드 아르테를 통해서 결정판 전집을 세계 최초로 출간했다.
이 전집은 프랑스 뤼팽협회에서 인정하는 세계 최초의 아르센 뤼팽 결정판 전집이다.

## 개요
1905년부터 1939년까지 25년 이상에 걸쳐서 집필된 프랑스의 인기 소설로, 모리스 르블랑의 대표작이다. 전기의 작품에서는 신출귀몰한 괴도신사 아르센 뤼팽 이야기가 주요내용이지만, 중반은 돈 루이스 페레나의 애국 모험, 후기는 탐정 짐 바르네트 등 탐정 모험, 라울이라는 이름을 쓰는 연애 모험이 주가되는 등, 변용이 풍부하고 전기의 작품과 후기의 작품에서는 각각 정취가 다르다.
후기에는 당시 시대상(제1차 세계대전)이 얽히면서 뤼팽이 범죄자에서 애국자로, 그리고 조국 프랑스의 미래를 열어가는 선각자로 탈바꿈하게 된다.

## 인물상
신사이면서 강도, 사기꾼, 모험가이다. 변장의 달인으로 자유자재로 가명을 사용하며 신분을 숨긴다.
귀족이나 자본가의 저택 등을 덮쳐 보석이나 미술품, 값비싼 가구 등을 훔쳐 간다.
반면 선량한 사람을 돕는 의적(義賊)의 성격도 가지고 있어서 괴롭힘을 당하는 부인이나 아이에게는 믿음직한 보호자가 된다.

## 약력
- 1874년: 출생
- 1880년: 6세. 최초의 사건 (여왕의 목걸이)
- 1893년: 처음으로 아르센 뤼팽이라 자칭함. (안 베일 부인의 금고)
- 1894년: 20세. 첫 번째 결혼. (칼리오스트로 백작부인)
- 1899년: 25세. 아들 장 출생. 클라리스와 사별. 장 유괴됨 (칼리오스트로 백작부인)
- 1900년: 첫 번째 탈옥.
- 1907년: 두 번째 결혼.
- 1908년: 세 번째 결혼
- 1915년: 제1차 세계대전. 프랑스의 금괴 국외 유출을 막음. (황금 삼각형)
- 1922년: 국방 채권 사건. 뤼팽의 마지막 모험(마지막 사랑)

## 관련 말
홈즈의 팬을 '셜록키언', '홈지언' 등이라 일컫듯, 뤼팽의 팬은 '뤼패니앵'이라 불린다.

## 소설 목록
1. 괴도신사 아르센 뤼팽 (1907년, 9편의 단편) Arsène Lupin, gentleman cambrioleur
2. 아르센 뤼팽 대 셜록 홈즈 (1908년, 두개의 에피소드) Arsène Lupin contre Herlock Sholmès
3. 기암성 (1909년) L'Aiguille creuse
4. 813에 숨겨진 비밀 (1910년) 813
5. 수정마개 (1912년) Le Bouchon de cristal
6. 아르센 뤼팽의 고백 (1913년, 9편의 단편) Les Confidences d'Arsène Lupin
7. 포탄 파편 (1916년) L'Éclat d'obus
8. 황금삼각형 (1918년) Le Triangle d'or
9. 서른 개의 관 (1919년) L’Île aux trente cercueils
10. 호랑이 이빨 (1921년) Les Dents du tigre
11. 여덟 번의 시계 종소리 (1923년, 8편의 단편) Les Huit Coups de l'horloge
12. 칼리오스트로 백작부인 (1924년) La Comtesse de Cagliostro
13. 초록 눈동자의 아가씨 (1927년) La Demoiselle aux yeux verts
14. 바르네트 탐정사무소 (1928년) L'Agence Barnett et Cie.
15. 불가사의한 저택 (1929년) La Demeure mystérieuse
16. 바리바 (1931년) La Barre-y-va
17. 두 개의 미소를 지닌 여인 (1933년) La Femme aux deux sourires
18. 강력반 형사 빅토르 (1933년) Victor de la Brigade mondaine
19. 칼리오스트로 백작부인의 복수 (1935년) La Cagliostro se venge
20. 아르센 뤼팽의 수십 억 달러 (1939년) Les Milliards d'Arsène Lupin
21. 아르센 뤼팽의 마지막 사랑 (2012년) Le Dernier Amour d'Arsène Lupin

## 기타
모리스 르블랑의 '아르센 뤼팽 대 헐록 숌즈'는 처음에는 '아르센 뤼팽 대 셜록 홈즈(Arsène Lupin contre Sherlock Holmes)'라는 제목을 달고 나왔다가 셜록 홈즈의 창시자인 코난 도일 경에게서 항의 편지를 받았고, 모리스 르블랑은 이에 대한 대처로 셜록 홈즈라는 이름을 철자 바꾸기로 '헐록 쇼메즈(Herlock Sholmès)'라는 이름으로 바꾸어 재출판하였고, 영국으로 수출되었을 때에는 '홈록 시어즈(Holmlock Shears)'라는 괴상망측한 이름으로 바뀌었다는 웃지 못할 이야기가 있다.
성귀수 역작 완간본(까치글방)에서는 르블랑의 취지를 살려 홈즈라고 붙였지만, 다른 판본에서는 쇼메즈 명의로 나온 경우도 있다.
참고로, 2016년 출시된 비디오 게임 페르소나 5의 주인공 이름은 아르센이며 그가 자주 머무는 카페 이름은 르블랑이다.

## 같이 보기
- 셜록 홈즈
- 비독